# Bernardo Nebel
Bernardo Nebel nacido como Bernhard von Nebel Schroeder (Coblenza del Arzobispado de Tréveris, e/ agosto y diciembre de 1775 - Hamburgo-Altona, 24 de octubre de 1847) fue un comerciante y empresario peletero germánico, que expandió su negocio en 1812 por Europa occidental y Sudamérica, y en 1813, se hizo propietario del castillo alemán medieval Krayer Hof.

## Biografía

### Origen familiar y primeros años

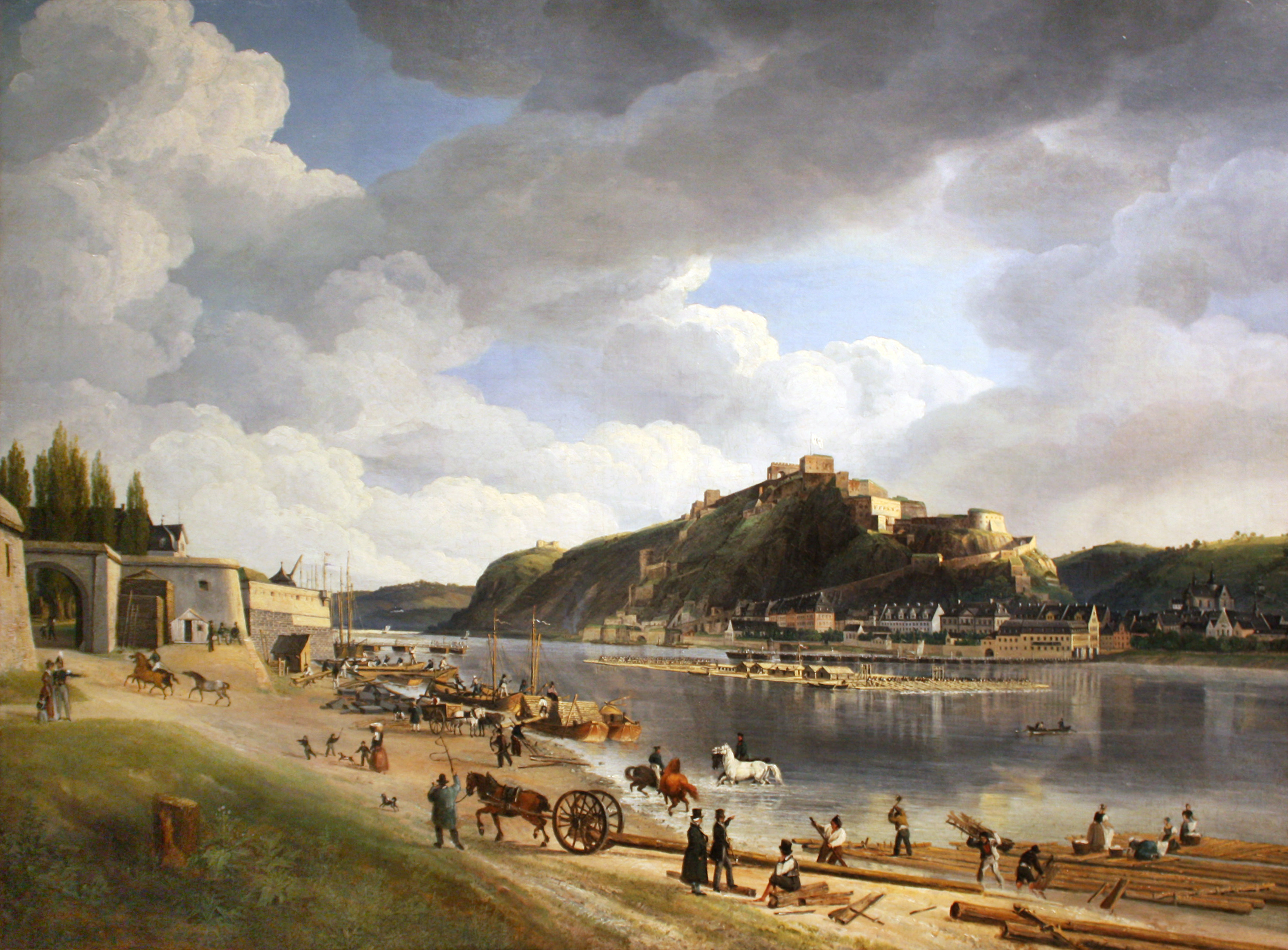
Vista parcial de la ciudad de Coblenza y el cruce del río en balsa (por Johann Adolf Lasinsky, año 1828).

Bernardo Nebel había nacido entre los meses de agosto y diciembre de 1775 en la ciudad de Coblenza del Arzobispado de Tréveris, un Estado soberano del entonces Sacro Imperio Romano Germánico.
Era hijo primogénito del librepensador germánico Johann Nikolaus von Nebel (Coblenza, 6 de diciembre de 1752 - ib., Reino de Prusia, 4 de noviembre de 1828), alcalde napoleónico de Coblenza desde 1804 hasta 1808, y de su cónyuge Anna Margarethe Schroeder (n. ca. 1754 - Coblenza, 29 de noviembre de 1801), quienes se habían unido en matrimonio el 23 de noviembre de 1774, siendo una hija del otro empresario Johann Schroeder (n. ca. 1724) y de su cónyuge Bárbara Preider (n. ca. 1734).
Su abuelo paterno era el rico comerciante germánico Bernhard von Nebel (n. Tréveris, ca. 1722), además de ser pariente del conde Anton Franz von Nebel —o bien Antonio Francisco de Nebel— (n. ca. 1720) que testara en 1788, y un descendiente de los antiquísimos nobles Von Nebel.

### Empresario peletero internacional
Bernardo era un rico empresario peletero que comenzó con los negocios paternos buscando excelentes materias primas en diversos mercados internacionales y que posteriormente se expandió en 1812, fundando casas comerciales en Europa occidental como ser la de Lieja, la antigua capital del extinto Principado de Lieja que había sido anexado al incipiente Primer Imperio francés.
En el mismo año también se expandió hacia Sudamérica, con las casas comerciales que abrió en el nuevo Reino del Brasil y en especial, en la ciudad de Buenos Aires que era la capital de las entonces Provincias Unidas del Río de la Plata. Por dichos emprendimientos por el mundo occidental, debía viajar esporádicamente para mantener los intereses de su empresa internacional.

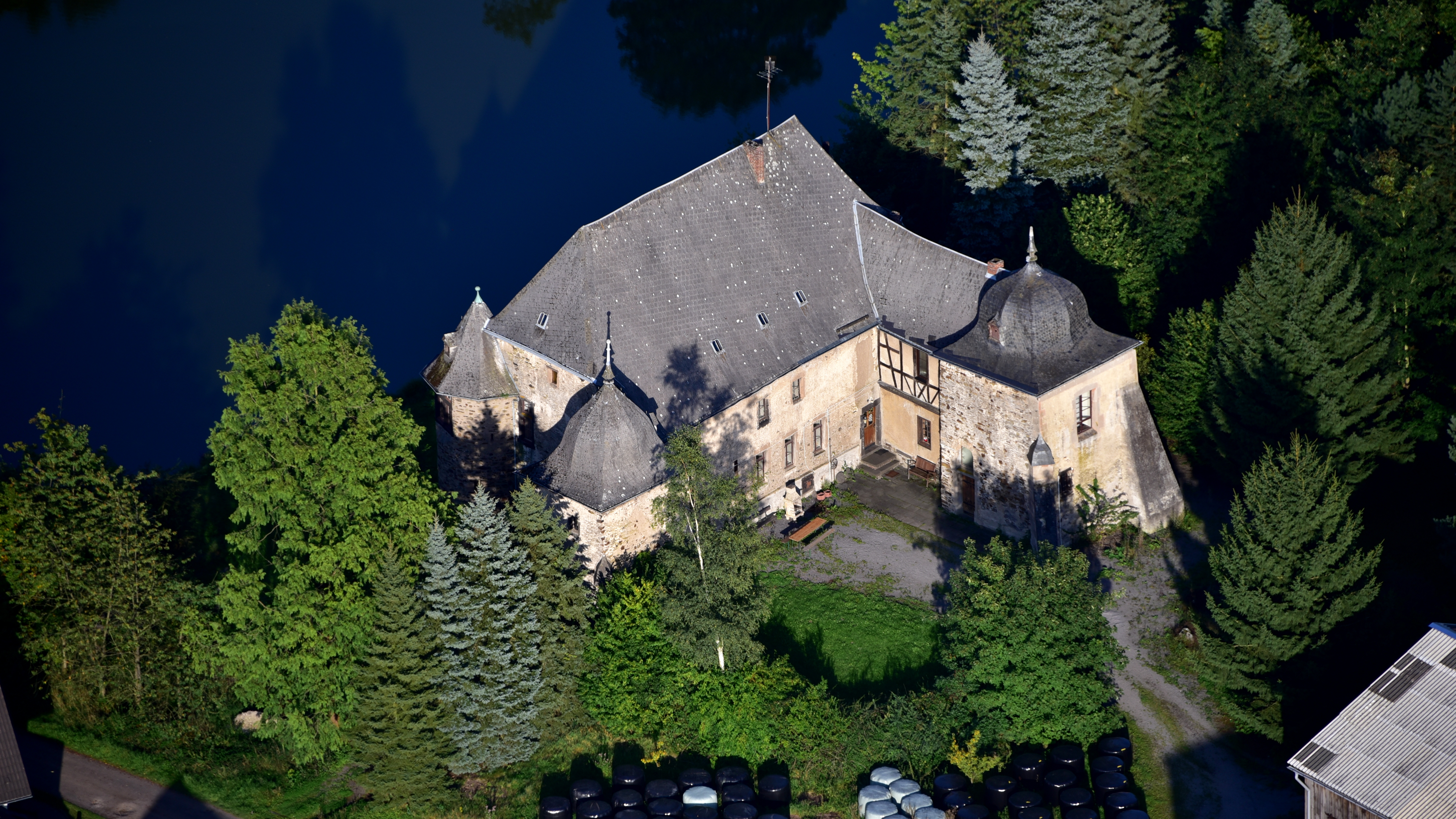
El castillo Krayer Hof adquirido por la familia Von Nebel en 1813 en lo que sería la Renania prusiana, y vendido en 1827.

En 1813, Bernardo Nebel compró el castillo medieval Krayer Hof del distrito de Eich-Andernach del entonces departamento francés de Rin y Mosela, el cual se lo vendería a Matthias Hölterhof en 1827.

### Fallecimiento
El rico comerciante internacional Bernardo Nebel fallecería el 24 de octubre de 1847 en la ciudad de Hamburgo-Altona del Ducado de Schleswig-Holstein que era uno de los miembros de la Confederación Germánica, y que al mismo tiempo estaba en unión personal con el Reino de Dinamarca.

## Matrimonio y descendencia
Bernhard von Nebel se había unido en matrimonio hacia 1800 con Mary Elisabeth Habes Barrimachner —o bien castellanizado como María Isabel Alves— (Hamburgo-Altona, Ducado de Holstein en unión personal con el Reino de Dinamarca y Noruega, Sacro Imperio Romano Germánico, 1779 - ib., Schleswig-Holstein en unión personal con el Reino de Dinamarca, Confederación Germánica, 1848), una hija de Johann Habes (n. ca. 1749) y de su esposa Mary Barrimachner (n. ca. 1759), y con quien tuvo ocho hijos que se radicarían a lo largo de Hispanoamérica:
- Carlos Nebel Habes[9][10] —o bien en alemán: Carl von Nebel Habes— (Hamburgo-Altona del Sacro Imperio Romano Germánico, 24 de marzo de 1802 - París, Segundo Imperio francés, 5 de junio de 1855)[9] quien fuera ingeniero, arquitecto y un famoso dibujante costumbrista que desarrollaría en México[10] entre 1829 y 1834[9] y luego desde 1840 hasta 1848.[10]

- Josephine von Nebel Habes (n. ib., 3 de marzo de 1803).

Las Provincias Unidas del Río de la Plata con la Provincia Oriental —ocupada en 1817 por los luso-brasileños, y renombrada Provincia Cisplatina, hasta 1825— y la República de Chile

- Francisco Alejandro Nebel Abbes[8] —o bien en alemán: Franz Alexander von Nebel Habes— (Hamburgo-Altona, 12 de abril de 1804 - Valparaíso, República de Chile, 12 de enero de 1881) que migró con uno de sus hermanos menores en 1825 a las Provincias Unidas del Río de la Plata, instalándose en Buenos Aires, y en 1827 pasó a Chile con algunos parientes para fundar empresas mercantiles en la ciudad de Valparaíso.[11] Conformó el 16 de enero de 1851 una comisión para la recolección de fondos que se unió a otra nombrada en diciembre de 1850 por José Santiago de Melo Mendoza, intendente suplente de la provincia de Valparaíso, y de esa manera poder fundar el Cuerpo de Bomberos de Valparaíso que finalmente se concretó el 30 de junio de 1851. En dicha ciudad chilena se había casado con María del Carmen Ovalle e Idiarte, y concibieron quince hijos, siendo el décimo de ellos el futuro capitán chileno Alberto Nebel Ovalle.[11][12][13]

- Louise von Nebel Habes (ib., 18 de junio de 1805 - ib., diciembre de 1806) fallecida siendo niña.

- Ferdinand I Nebel (ib., 3 de marzo de 1807 - ib., 1 de enero de 1808) que también fallecería siendo bebé.

- Amalia Elisabeth von Nebel Habes (n. ib., 11 de agosto de 1808).

- Fernando Ernesto Nebel Alves[8] —o bien en alemán: Ferdinand Ernst von Nebel Habes— (n. ib., 9 de octubre de 1809 - Montevideo, ca. 1889) que también pasó a Sudamérica con su hermano Francisco, radicándose en Buenos Aires, y que más tarde fundó empresas en la rioplatense Provincia Oriental, que luego se independizaría como el Estado Oriental del Uruguay, y posteriormente en la provincia argentina de Entre Ríos. Se unió dos veces en matrimonio en Montevideo, en primeras nupcias[14][15] con Feliciana García Sánchez[14][15] y con quien había tenido dos hijos.[15] Una vez viudo, se enlazó en segundas nupcias[16] con Eloísa Nin Soler y Reyes del Villar,[16] la tercera hija[16] del rico empresario y famoso marino mercante hispano-catalán Antonio Nin y Soler[17] y en donde concibieron a cinco hijos, siendo dos de ellos Alberto Nebel Nin[18] quien sería en 1889 vicecónsul en Buenos Aires, y Eduardo Nebel Nin[8][19][20][21] enlazado con Isolina Panelo Rivas[16][22] —una hija del alcalde concordiense Estanislao Panelo y Pérez de Saravia, prima materna del capitán de navío Félix Dufourq Panelo, tataranieta del teniente general filipino Juan Antonio Panelo y del primer teniente de gobernador yapeyuense Francisco Pérez de Saravia, y por ende, una descendiente de los infanzones azorano-portugueses Amador Vaz de Alpoim y Margarita Cabral de Melo— quienes fueran a su vez padres de seis hijos uruguayos de los cuales el primogénito homónimo era Eduardo Nebel Panelo[23][24] que también sería empresario y hacendado.[23]

- Siegmud Theodor von Nebel Habes (n. ib., 8 de abril de 1815).[25]

## Homenajes
- En la ciudad entrerriana de Concordia, las tierras del saladero que heredara su bisnieto Eduardo Nebel Panelo en la provincia argentina de Entre Ríos y posteriormente donara a sus trabajadores se transformaría en el nuevo barrio Nébel.[26]
- La ciudad de Concordia (Argentina) en honor a su apellido nombró a una porción de costa con arena sobre el río Uruguay como playa Nébel.